# Кокошастра
Кокошастра (Ратирахася) — древнее индийское руководство по сексу, содержащее любовные и сексуальные советы. Автор текста — Коккола, написавший трактат примерно в XII веке. Его часто сравнивают с Камасутрой.
Руководство разделено на 14 частей. Среди них:
- Физиологические типы и их изменения
- Лунный календарь
- Физиологические типы и соответствующие им типы гениталий
- Женщины: возрасты, темпераменты, комплекция
- О поцелуях
- О любовных знаках
- О соитии и различных позициях соития[1].